# Unworthy
Unworthy est un jeu vidéo de type metroidvania développé et édité par Aleksandar Kuzmanovic Games, sorti en 2018 sur Windows. Une version éditée par AK Games est sortie plus tard sur Nintendo Switch le 29 janvier 2019.

## Accueil
- Canard PC : 7/10[1]